# Cabo de Fer
O cabo de Fer (também chamado Ras El Hadid) (em francês:  Cap de Fer é um cabo da Argélia que marca o extremo ocidental da cordilheira de Edough no noroeste do país. Forma uma península de relevo acidentado, entre Chetaïbi e Skikda, e as casas no lado ocidental da praia de El Marsa.